# Virreinato de Arcángel
El virreinato de Arcángel (en ruso: Архангельское наместничество) fue una división administrativa (un namestnichestvo) en el noreste del Imperio ruso, que existió entre 1784 y 1796. La capital del virreinato se encontraba en Arcángel. Fue creado el 26 de marzo de 1784 sobre la base de la óblast de Arcángel de la gobernación de Vólogda. Consistió en 7 uyezds. El 31 de diciembre de 1796 se transformó en la gobernación de Arcángel.

## Uyezds
- Arcángel
- Kola
- Mezén
- Onega
- Pinega
- Kholmogory
- Shénkursk